# Ezra Miller
Ezra Matthew Miller (n. 30 septembrie 1992, Wyckoff, New Jersey, SUA) este un actor american. Acesta a debutat în filmul Afterschool⁠(d) (2008), iar ulterior a devenit cunoscut datorită rolurilor din Trebuie să vorbim despre Kevin⁠(d) (2011) și Jurnalul unui adolescent timid⁠(d) (2012). În 2015, a apărut atât în drama Experimentul Stanford⁠(d), cât și în comedia Trainwreck. A interpretat rolul lui Credence Barebone / Aurelius Dumbledore⁠(d) în seria de filme Fantastic Beasts⁠(d): Animale fantastice și unde le poți găsi (2016), Animale fantastice: Crimele lui Grindelwald (2018) și Animale fantastice: Secretele lui Dumbledore (2022). În 2020, au avut rolul lui Donald Merwin „Trashcan Man” Elbert în miniseria Virus mortal.
Miller îl interpretează pe supereroul DC Comics Flash⁠(d) în filme și seriale de televiziune desfășurate în DC Extended Universe⁠(d) (DCEU). A avut roluri cameo în Batman vs. Superman: Zorii dreptății (2016) și Brigada sinucigașilor (2016), iar ulterior a făcut parte in distribuția principală a filmelor Liga Dreptății (2017), Zack Snyder's Justice League (2021) și The Flash⁠(d) (2023). De asemenea, a avut un rol cameo în serialul Peacemaker⁠(d) (2022-prezent).
Începând din 2022, Miller a fost acuzat de tulburarea ordinii și liniștii publice⁠(d), agresiune și intrare prin efracție⁠(d). Actorul a fost arestat de mai multe ori, iar faptele sale au fost puternic mediatizate. De asemenea, a fost acuzat de racolare de minori în scopuri sexuale⁠(d).

## Biografie
Ezra Matthew Miller s-a născut în Wyckoff, New Jersey, la 30 septembrie 1992. Acesta are două surori mai mari pe nume Saiya și Caitlin. Mama sa, Marta Miller (născută Koch), este o dansatoare, iar tatăl său, Robert S. Miller, a fost vicepreședinte senior și director general al Hyperion Books⁠(d), iar mai târziu a devenit editor la Workman Publishing⁠(d). Tatăl lui Miller este evreu; mama lor este de origine olandeză și germană. Miller se consideră evreu și „spiritual”. La vârsta de șase ani, a învățat să cânte operă pentru a-și trata un impediment de vorbire⁠(d) și a cântat împreună cu Metropolitan Opera. A jucat în piesa White Raven⁠(d) a compuzitorului Philip Glass. Miller a urmat studiile la Rockland Country Day School⁠(d) și The Hudson School⁠(d), abandonând școala la vârsta de 16 ani după lansarea filmului Afterschool.

## Cariera
Cariera sa a început în 2008 odată cu rolul din lungmetrajul Afterschool de Antonio Campos⁠(d). Acesta interpreta un adolescent care filmează din greșeală moartea a doi colegi de clasă prin supradoză și i se cere să realizeze un videoclip în memoria acestora. În anul următor, a apărut în City Island⁠(d) împreună cu Andy García, Julianna Margulies⁠(d) și Steven Strait⁠(d). În 2010, Miller a interpretat rolul principal în Beware the Gonzo⁠(d) și a avut un rol secundar în Every Day⁠(d), ambele având premiera la Festivalul de Film de la Tribeca. Un an mai târziu, a apărut în filmul dramatic BBC Film⁠(d) Trebuie să vorbim despre Kevin, alături de Tilda Swinton și John C. Reilly; acesta a fost regizat de Lynne Ramsay⁠(d) în baza unui scenariu inspirat de romanul publicat sub același nume⁠(d) în 2003 de autorul american Lionel Shriver⁠(d). În televiziune, Miller l-a interpretat pe Damien în serialul de comedie Showtime Californication. A apărut în Pacienți de lux⁠(d) în rolul lui Tucker Bryant timp de două sezoane. În adaptarea cinematografică a romanului Jurnalul unui adolescent timid⁠(d), Miller l-a interpretat pe Patrick, fiind coleg de platou cu Logan Lerman și Emma Watson.
Miller a cântat la voce, tobe și percuție pe înregistrările muzicale ale formației Sons of an Illustrious Father începând din 2011. Aceasta este alcătuită din  Lilah Larson (voce, chitară, bas și tobe), Josh Aubin (bas, clape, chitară, voce) și Miller. În 2019, formația a lansat un cover al piesei „Don’t Cha” a grupului Pussycat Dolls, iar Miller a apărut în videoclipul său.
Miller l-a interpretat pe Credence Barebone în filmul Animale fantastice și unde le poți găsi (2016), un spin-off al seriei de filme Harry Potter. Acesta a reluat rolul în continuările Animale fantastice: Crimele lui Grindelwald (noiembrie 2018) și Animale fantastice: Secretele lui Dumbledore (aprilie 2022).
Miller îl interpretează pe Barry Allen în adaptarea cinematografică a benzilor desenate DC Comics de către Warner Bros. Acesta apare pentru prima dată într-un rol cameo în Batman vs. Superman: Zorii dreptății și în Brigada sinucigașilor (ambele din 2016), iar ulterior apare într-un rol principal în Liga Dreptății (2017). De asemenea, Miller interpretează personajul eponim al filmului The Flash (2023). Actorul a participat la Middle East Film and Comic Con⁠(d) în 2018, unde a discutat despre experiența sa din timpul filmării Ligii Dreptății. În 2020, a reluat rolul lui Flash în proiectul crossover Crisis on Infinite Earths⁠(d) a francizei Arrowverse⁠(d).
În decembrie 2020, Miller l-a interpretat pe Trashcan Man în miniseria de televiziune Paramount+ Virus mortal bazată pe romanul cu același nume de Stephen King.

## Viața personală
În 2010, Miller a avut o relație cu Zoë Kravitz⁠(d), pe care a întâlnit-o în timpul filmărilor pentru Beware the Gonzo. Acesta s-a logodit cu Erin, prietena sa încă din 2016, însă a anulat logodna după ce un consilier spiritual i-a spus că tânăra este un „parazit”.
Miller a dezvăluit ca este queer în 2012,  dar ulterior a declarat că evită utilizarea etichetei „queer”. De asemenea, acesta declara în 2018 că „nu mă identific nici ca bărbat, nici ca femeie. Abia mă identific ca om”. Actorul folosește pronumele they/them⁠(d), revista GQ menționând în 2020 că decizia sa reprezintă „un refuz clar de a fi clasificat după gen”.
În 2018, Miller a sprijinit mișcarea #MeToo și a dezvăluit o experiență personală în care un producător și un regizor de la Hollywood i-au oferit vin și l-au întrebat dacă dorește să apară în filmul lor despre revoluția gay. Mai târziu în acel an, Miller a anunțat că este într-o relație poliamoroasă cu mai multe persoane, inclusiv colegii săi din formația rock Sons of an Illustrious Father.
După divorțului părinților săi în 2019, starea sa de sănătate a devenit precară, însă purtătorul de cuvânt a negat că a fost afectată de divorț. Conform Insider, Miller a început să poarte o vestă antiglonț⁠(d) și arme de foc în 2022, deoarece era convins că membrii Ku Klux Klan și FBI îl urmăresc.

## Filmografie

### Filme
| An   | Titlu                                       | Rol                                     | Note          |
| ---- | ------------------------------------------- | --------------------------------------- | ------------- |
| 2008 | Afterschool                                 | Robert                                  |               |
| 2009 | City Island                                 | Vincent "Vinnie" Rizzo Jr.              |               |
| 2010 | Beware the Gonzo                            | Eddie "Gonzo" Gilman                    |               |
| 2010 | Every Day                                   | Jonah                                   |               |
| 2011 | Another Happy Day                           | Elliot Hellman                          |               |
| 2011 | Busted Walk                                 | Jay Turner                              | Scurtmetraj   |
| 2011 | We Need to Talk About Kevin                 | Kevin Khatchadourian                    |               |
| 2012 | The Perks of Being a Wallflower             | Patrick                                 |               |
| 2014 | Madame Bovary                               | Leon Dupuis                             |               |
| 2015 | The Stanford Prison Experiment              | Daniel Culp / Prisoner 8612             |               |
| 2015 | Trainwreck                                  | Donald                                  |               |
| 2016 | Batman v Superman: Dawn of Justice          | Barry Allen / The Flash                 | Rol cameo     |
| 2016 | Suicide Squad                               | Barry Allen / The Flash                 | Rol cameo     |
| 2016 | Fantastic Beasts and Where to Find Them     | Credence Barebone / Aurelius Dumbledore |               |
| 2017 | Justice League                              | Barry Allen / The Flash                 |               |
| 2018 | Fantastic Beasts: The Crimes of Grindelwald | Credence Barebone / Aurelius Dumbledore |               |
| 2021 | Zack Snyder's Justice League                | Barry Allen / The Flash                 |               |
| 2021 | Asking for It                               | Mark Vanderhill                         |               |
| 2022 | Fantastic Beasts: The Secrets of Dumbledore | Credence Barebone / Aurelius Dumbledore |               |
| 2022 | Dalíland                                    | Young Salvador Dalí                     |               |
| 2023 | The Flash                                   | Barry Allen / The Flash                 | Postproducție |

### Televiziune
| An        | Titlu                             | Rol                     | Note                                                        |
| --------- | --------------------------------- | ----------------------- | ----------------------------------------------------------- |
| 2008      | Cakey! The Cake from Outer Space  | Bully                   | 1 episod                                                    |
| 2008      | Californication                   | Damien Patterson        | 5 episoade                                                  |
| 2009      | Law & Order: Special Victims Unit | Ethan Morse             | Episodul: „Crush”                                           |
| 2009–2010 | Royal Pains                       | Tucker Bryant           | 5 episoade                                                  |
| 2020      | Arrow                             | Barry Allen / The Flash | Episodul: „Crisis on Infinite Earths: Part Four”; rol cameo |
| 2021      | The Stand                         | Trashcan Man            | 3 episoade                                                  |
| 2021      | Invincible                        | D.A. Sinclair (voice)   | Episodul: „You Look Kinda Dead”                             |
| 2022      | Peacemaker                        | Barry Allen / The Flash | Episodul: „It's Cow or Never”; rol cameo nemenționat        |

### Jocuri video
| An   | Titlu           | Personaj          | Note |
| ---- | --------------- | ----------------- | ---- |
| 2016 | Lego Dimensions | Credence Barebone | DLC  |